# Ненскра

Кавказ. Річка Ненскра. Вітровал лісу в руслі річки.

Ненскра (Ненскр) (сван. — «середня», груз. ნენსკრა) — права притока р. Інгурі. Річка Ненскра — перлина Сванетії, часто використовувана туристами для сплаву — водного туризму. На річці розрізняють дві ділянки сплаву. Верхня ділянка (в період великої води) з великою витратою і порогами (клас III—IV), і нижня ділянка (в період малої води) — її характер creeking class IV+.